# Wässerle
Das Wässerle ist ein rechter Nebenfluss des Birkertsbachs in Weißenbrunn vorm Wald.

## Geographie

### Quelle
Die ummauerte Trichterquelle befindet sich südlich des Neuen Schlosses in einer Streuobstwiese einem ehemaligen Teil des ursprünglichen Schlossparks, der zu Beginn des 20. Jahrhunderts unter Adolf Mensing als Landschaftspark angelegt wurde und Ende der 1940er Jahre nach dem Verkauf des Schlosses an den Staat unter den ortsansässigen Bauern aufgeteilt und seitdem landwirtschaftlich genutzt wird. 

### Verlauf
Nach wenigen Metern erreicht der Bach einen vom ehemaligen Landschaftspark noch erhaltenen birnenförmigen Teich. Eine darüberführende kleine Brücke ist nicht mehr erhalten.
Der Bach fließt weiter in nordöstlicher Richtung und entwässert westlich eine zu Beginn der 2000er Jahre neu errichtete Teichanlage, die sich aus einer eigenen Quelle im Schlossteich speist. Östlich entwässert der Bach die Hofwiese, eine der sehr selten gewordenen landwirtschaftlich genutzten Streuwiesen.
Nach Osten fließend passiert der Bach die Krautäcker, die bis Ende der 1940er Jahre eine landwirtschaftliche Bedeutung für den Gemüseanbau in Weißenbrunn hatten, und mittlerweile als Garten und Bauland genutzt werden. Schließlich erreicht das Wässerle noch einen Forellenteich und mündet anschließend in den Birkertsbach, der weiter zur Itz fließt.